# Mạnh Hoạch
Mạnh Hoạch (孟獲) là một trong những thủ lĩnh của cuộc nổi dậy ở vùng Nam Trung, phía nam của Thục Hán thời Tam quốc (thuộc khu vực ngày nay là Vân Nam, Cộng hòa Nhân dân Trung Hoa).
Có rất ít ghi chép về Mạnh Hoạch trong chính sử. Nhà nghiên cứu Trần Văn Đức cho rằng Mạnh Hoạch là một Đầu mục ở quận Ích Châu, nghĩa là lúc đó ông ta đang làm quan võ cho nhà Thục Hán. Các thủ lĩnh nổi dậy khác như Ung Khải (hậu duệ của Hợp hương hầu Ung Xỉ), Chu Bao (Thái thú quận Tang Ca), Cao Định... đều là quan viên Thục Hán, đa phần là người Hán. Sau khi những người kia bại trận hoặc đã chết, Mạnh Hoạch dẫn tàn quân kết hợp với các bộ lạc phía Nam tiếp tục kháng chiến, nhưng thất bại, bị bắt và hàng phục.

## Trong văn chương hư cấu
Theo Tam quốc diễn nghĩa, nhân vật Mạnh Hoạch được gọi là "Man Vương", đứng đầu các bộ lạc Nam Man và thường xuyên quấy nhiễu. Gia Cát Lượng đã đích thân dẫn quân đến thu phục Mạnh Hoạch.
Cũng theo Tam Quốc Diễn nghĩa thì Gia Cát Lượng đã 7 lần bắt được Mạnh Hoạch và tha với mục đích thu phục nhân tâm các bộ lạc khu vực này. Mạnh Hoạch sau đó thề trung thành với Thục Hán.
Trong tiểu thuyết này, nhân vật Mạnh Hoạch có vợ là nhân vật hư cấu Chúc Dung. Các truyện đời sau còn tạo ra thêm một nhân vật hư cấu nữa là là Hoa Man (con của Mạnh Hoạch và Chúc Dung).
Ngoài Chúc Dung phu nhân, La Quán Trung còn tạo ra một loạt các nhân vật hư cấu khác như anh em của Hoạch là Mạnh Ưu, Mạnh Tiết; và Ngột Đột Cốt, Đái Lai Động chúa, Mộc Lộc đại vương, Đóa Tư đại vương, Kim Hoàn Tam Kết, Đổng Trà Na, A Hội Nam, Mang Nha Trường...